# Schmidtheim
Schmidtheim è una frazione di Dahlem, nella Renania Settentrionale-Vestfalia, in Germania.
Già comune autonomo, fu incorporata a Dahlem il 1º luglio 1969.